# 夜を賭けて
『夜を賭けて』（よるをかけて）は、1994年に出版された梁石日原作の小説。及び、それを題材とする映画作品。

## 概要
昭和30年代の大阪砲兵工廠跡を舞台に、在日韓国・朝鮮人の鉄屑窃盗団：通称「アパッチ族」の暗躍を描いた作品。
第113回直木賞（1995年）の候補に上がるも、受賞はしなかった。
2002年、山本太郎主演で映画化。監督は金守珍（劇団新宿梁山泊代表）。

## あらすじ
昭和33年、大阪の在日コリアンの集落に舞い戻ってきた義夫は、住民たちと元・兵器工場での鉄クズ集めで金を稼ぐ。やがて義夫は初子という娘と恋に落ちるが、取り締まりを強化した警察の手が集落に迫ってくる。

## 登場人物・映画版のキャスト
金義夫
演 - 山本太郎
金敬子
演 - 風吹ジュン
新井初子
演 - リュ・ヒョンギョン
高山フネ
演 - 樹木希林
高山健一
演 - 山田純大
若林逸郎
演 - 奥田瑛二
船田純希
演 - 不破万作
中村豊作
演 - 唐十郎